# تشويه

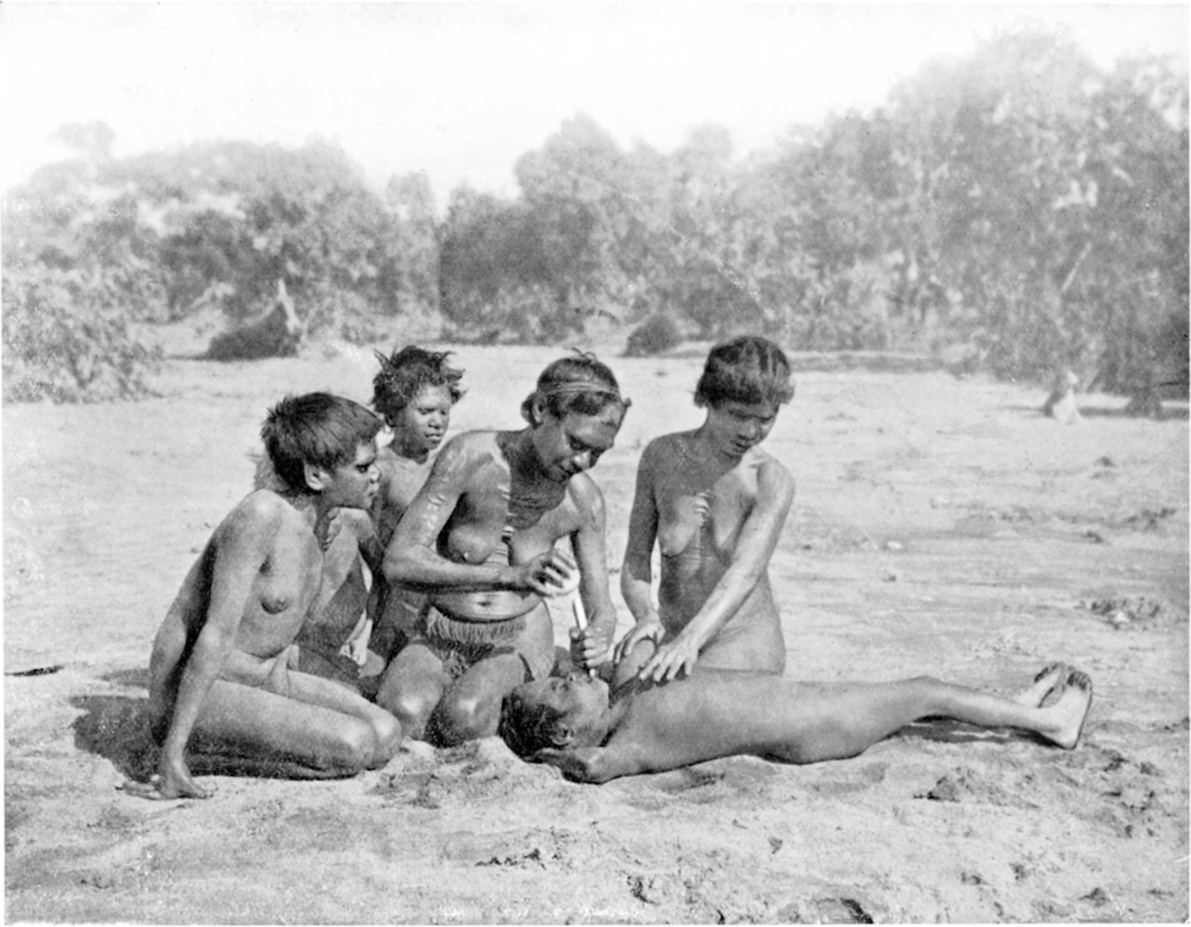
كسر سن إحدى الفتيات بقوة. قبيلة كايتيش (Kaitish) في أستراليا، عام 1912

التشويه أو البتر هو عمل إصابة جسدية تحط من مظهر الجسم الحي أو وظيفته، وقد تؤدي في بعض الأحيان إلى الوفاة.

## الاستخدامات
تمارس بعض المجموعات العرقية التشويه الشعائري، مثل خدش الجلد أو الحرق أو الجلد أو الوشم أو الختان أو السحق بالعجلة، كجزء من طقوس العبور. وفي بعض الحالات، قد ينطبق المصطلح على معاملة الجثث، مثل تشويه الجنود بعد قتلهم من قبل الأعداء.
تعتبر الممارسات التقليدية الصينية مثل التشريح البطيء وربط الأقدام أشكالاً من التشويه التي استحوذت على مخيلة الغربيين. كذلك، أصبحت قبيلة «العنق الطويل»، وهي مجموعة فرعية من شعب الكارين تُعرف باسم بادوانج، مركزًا للسياح حيث ترتدي النساء حلقات من النحاس حول أعناقهن. كما يُعد رسم الوشم شكلاً من أشكال تشويه الذات وفقًا لبعض التقاليد الثقافية، مثل تلك الموجودة في المسيحية والإسلام. ويعارض البيان المشترك الذي أصدرته الأمم المتحدة والعديد من الهيئات الدولية الأخرى ختان الإناث باعتباره شكلاً من أشكال التشويه. وما زال موضوع ما إذا كان ختان الذكور يصل إلى مرحلة التشويه أم لا محل نقاشٍ أكاديمي فعال.
كما يعتبر الإخصاء شكلاً من أشكال التشويه.

## العقاب
مارست وما زالت تمارِس العديد من المجتمعات التشويه، أو البتر الذي ينطوي على فقد عضو جسدي أو عدم القدرة على استخدامه، بدلالات ثقافية ودينية مختلفة، كما أنه شكل مألوف من أشكال العقاب الجسدي، خاصة الذي يُطبق بمبدأ العين بالعين.
وقد عانى محارب الـمابوتشي جالفرينو (Galvarino) من هذا العقاب عندما كان أسيرًا أثناء الغزو الإسباني لشيلي.
في القانون، يعتبر التشويه جريمة جنائية؛ وقد كان المصطلح القانوني القديم للحالة الخاصة من تشويه الأشخاص هو التشويه المتعمد، وهو شكل أنجلو-فرنسي متغير من الكلمة.
كما يعد تشويه الحيوانات من قبل أشخاص آخرين غير أصحابهم شكلاً خاصًا من أشكال الجريمة يصنف عادة على أنه ضرر جنائي. ولأغراض قانونية تتعلق بهذه الجريمة، تنقسم الحيوانات إلى ماشية، وتتضمن الخيول والخنازير والحمير، والحيوانات الأخرى التي تتعرض للسرقة بموجب القانون العام أو التي يتم الاحتفاظ بها في أقفاص أو لأغراض منزلية.
وفي بريطانيا، كانت عقوبة تشويه الماشية بموجب قانون الأضرار الجنائية لعام 1861 تتراوح من 3 إلى 14 سنة من الأشغال المؤبدة؛ وكانت الإصابة الكيدية للحيوانات الأخرى تعتبر جُنحة يُعاقب عليها الشخص في محاكمة موجزة. وتكون عقوبة الجريمة الثانية هي السجن مع الأشغال الشاقة لأكثر من اثني عشر شهرًا. بينما يندرج تشويه الحيوانات من قبل أصحابها تحت قوانين القسوة على الحيوانات.

## التشويه كعقاب للإنسان
في الأوقات التي كان فيها العقاب الجسدي القضائي لا يزال عادة مسموحًا به كي لا يتسبب فقط في ألم شديد وإذلال علني خلال فترة العقوبة ولكن أيضًا لإلحاق أضرار جسدية دائمة أو حتى متعمدة بهدف تمييز المجرم مدى الحياة عن طريق البتر أو الوسم بالنار، وكانت إحدى المناطق التشريحية الشائعة المستهدفة هي تلك التي لا تقع عادة تحت غطاء دائم من الملابس (وهو أمر قاسٍ خاصة على المدى الطويل)، ألا وهي الأذنين.

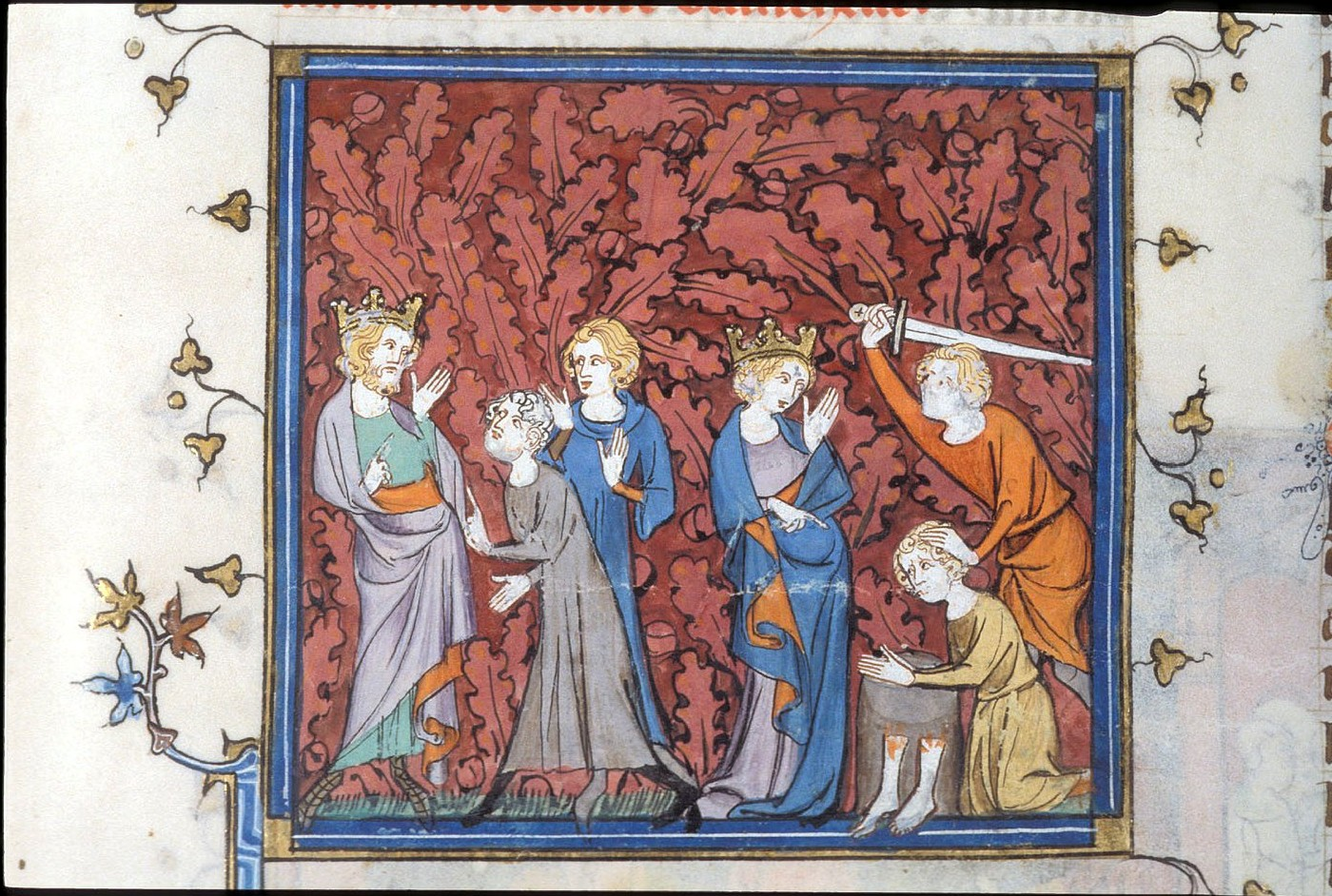
فريدجاند (Fredegund) يأمر بتشويه الأوليركاس (Olericus)

ففي إنجلترا، على سبيل المثال، قُطعت آذان العديد من مؤلفي الكتيبات الذين هاجموا المعتقدات الدينية لحكومة الأساقفة الأنجليكانية في عهد ويليام لود (William Laud)، رئيس أساقفة كانتربري، بسبب تلك الكتابات وهم: في عام 1630، د. ألكسندر لايتون(Alexander Leighton) وفي عام 1637 كان هناك تطهيريون آخرون هم جون باستويك (John Bastwick) وهنري بيرتون (Henry Burton) وويليام برين (William Prynne).
وفي اسكتلندا، قطعت أذنا أحد الملتزمين، وهو جيمس جافين (James Gavin) من قرية دوغلاس جنوب لاناركشاير، لرفضه التخلي عن مذهبه الديني. وفي اليابان، تم معاملة جانسالو جاراسيا (Gonsalo Garcia) ورفاقه بالمثل.
وكان يُعاقب الشخص، ولا سيما في ولايات قضائية مختلفة تابعة للاستعمار البريطاني لأمريكا الشمالية حتى لو كانت الجرائم بسيطة نسبيًا، مثل سرقة خنزير، بتثبيت أذنيه على آلة المشهرة وشقّها أو حتى صلمها، ويتم تمييز الشخص المزيف بعلامة على رأسه (فقد كان العقاب التجسيدي الأقدم لتلك الجريمة، التي تعتبر خيانة عظمى، هو الغلي في الزيت).
ولم يقدم الاستقلال أي مساعدة تجعل القضاء الأمريكي أقل دموية. فعلى سبيل المثال، في الولاية المستقبلية تينيسي، حدث مثال على «قانون الحدود» القاسي بموجب اتفاقية كمبرلاند عام 1793 عندما حكم القاضي جون ماكنيري (John McNairy) على أول لص قام بسرقة حصان من ناشفيل (Nashville)، وهو جون ماكين الابن (John McKain)، بربطه إلى عمود خشبي لمدة ساعة ليتم جلده 39 جلدة، وقطع أذنيه ووسم خديه بالحرفين "H" و"T".
كما يُعد قطع اللسان شكلاً آخر من أشكال التشويه لأن قطعه يؤدي إلى النزيف والموت في معظم الحالات مع انسداد الرئتين.
وفي الشريعة الإسلامية يُستخدم التشويه، في حالات محددة، كعقوبة على ارتكاب الجرائم. على سبيل المثال، قد يُعاقب اللصوص بقطع يدهم اليمنى.
وهناك مثال آخر على الثقافة غير الغربية هو ناباهن يوهانيس (Nebahne Yohannes)، وهو مدعٍ لم ينجح في الحصول على عرش الإمبراطورية الإثيوبية فتم قطع أذنيه وأنفه، ولكن أُطلق سراحه بعد ذلك. وتم استخدام هذا الشكل من التشويه ضد المطالبين بالسلطة ولم ينجحوا في الحصول عليها في مناطق الشرق الأوسط لآلاف السنين. فكان على المرء، في ما مضى، أن يكون مثالاً للكمال كي يكون مؤهلاً أن يصبح ملكًا. وبالتالي كانت التشوهات الخلقية الواضحة مثل الأنوف أو الآذان أو الشفاه المفقودة كافية لفقدان الأهلية. وعادة ما يتم إطلاق سراح الضحية في هذه الحالات وهو على قيد الحياة (أ) ليكون عبرة للآخرين، (ب) ولأنه لم يعد يشكل تهديدًا.

## الحواشي
1. ↑  مصطفى الشهابي (2003). أحمد شفيق الخطيب (المحرر). معجم الشهابي في مصطلحات العلوم الزراعية (بالعربية والإنجليزية واللاتينية) (ط. 5). بيروت: مكتبة لبنان ناشرون. ص. 831. ISBN:978-9953-10-550-5. OCLC:1158683669. QID:Q115858366.
2. ↑  Karen Long Neck hilltribe - Padaung, Northern Thailand نسخة محفوظة 29 يونيو 2017 على موقع واي باك مشين.
3. ↑  What Islam Says on Tattoos - IslamonLine.net - Ask The Scholar نسخة محفوظة 23 مارس 2010 على موقع واي باك مشين.
4. ↑  Can I lead others? I have tattoos on my body نسخة محفوظة 1 مارس 2012 على موقع واي باك مشين.
5. ↑  Eliminating Female genital mutilation - An interagency statement (PDF). منظمة الصحة العالمية. ISBN:978-92-4-159644-2. مؤرشف من الأصل (pdf) في 2009-07-26.
6. ↑  Denniston, G. C., F. M. Hodges, M. F. Milos (1999). "Preface". Male and female circumcision: Medical legal and ethical considerations in pediatric practice. Kluwer. ص. i–vii. ISBN:0-306-46131-5.{{استشهاد بكتاب}}:  صيانة الاستشهاد: أسماء متعددة: قائمة المؤلفين (link)
7. ↑  Benatar M, Benatar D (2003). "Between prophylaxis and child abuse: the ethics of neonatal male circumcision". Am J Bioeth. ج. 3 ع. 2: 35–48. DOI:10.1162/152651603766436216. PMID:12859815.
8. ↑  A History of Punishments نسخة محفوظة 31 يوليو 2017 على موقع واي باك مشين.

تحوي هذه المقالة معلومات مترجمة من الطبعة الحادية عشرة لدائرة المعارف البريطانية لسنة 1911 وهي الآن ضمن الملكية العامة.